# 오고촌 (효고현)
오고촌(淡河村)은 효고현 미노군에 설치되었던 촌이다. 현재의 고베시 기타구에 해당한다.